# Cynictis penicillata
Cynictis penicillata (Мангуста жовта) — ссавець, представник ряду хижаків із родини мангустових. Займає луки і пасовища, чагарники і посушливі савани на сухому, напівпосушливому, заході південної частини Африки. Через використання ним нір, скелястих і твердих ґрунтів уникає.

## Морфологія
Морфометрія. Довжина голови й тіла: 270—380 мм, довжина хвоста: 180—280 мм, вага: 440—800 (до 1000) гр.
Опис. Волосся досить довге, особливо на хвості, яке дещо пухнасте. Загальний колір від темно-помаранчево-жовтого до світло-жовто-сірого. Підшерстя насичено жовте, підборіддя біле, низ і кінцівки світліші спини і хвіст з білим кінцем. Покривні волоски, як правило, наполовину жовтуваті від основи, далі йде чорна смуга і білий кінчик. Існує сезонне зміна кольору шерсті: влітку шерсть, типово в січні і лютому, червонувата, коротка і тонка, зимове хутро, типово з червня по серпень, жовтувате, довге, і товсте, і перехідне хутро, типово в листопаді й грудні, блідо-жовте. Передні лапи мають п'ять пальців, задні — чотири. Перший, або внутрішній палець на передній частині стопи малий і знаходиться вище рівня інших чотирьох, так що не торкаються землі. Самки мають три пари молочних залоз.

## Поведінка
Переважно комахоїдний, але також полює на гризунів, птахів, ящірок, зміїв, інших хребетних і павукоподібних, яйця і навіть ссавців більше, ніж він сам. Головним чином денний, але може бути активний уночі, коли живе поруч із людьми. Живе на відкритій місцевості переважно з пухким ґрунтом, але може сховатися серед скель або в заростях по берегах струмків, коли його потурбувати. Іноді використовується отвори, зроблені іншими тваринами, такими як Довгоногові (Pedetidae), але зазвичай викопує свої нори. Хороший копач; будує розлогі підземні системи, які можуть покривати 50 кв.м. чи більше. Ці нори можуть мати 40 або більше вхідних отворів, що з'єднуються тунелем на двох або трьох рівнях на глибині до 1,5 метра, із гніздовими камерами вздовж тунелів. Певні місця в системі нір використовуються для зберігання відходів. Має звичку приймати сонячні ванни і сідати на стегна, щоб отримати найкращий огляд околиці. Гнучкий і здатний рухатися зі значною швидкістю. Рідко відходить на відстань більшу, ніж 1 км від нори. Мабуть, пари а, можливо, цілі колонії шукають новий дім, коли їжа стає дефіцитною у безпосередній близькості від нори.

## Генетика
Каріотип характеризується диплоїдним числом, 2n=36.

## Відтворення
Шлюбний сезон триває з липня до кінця вересня, пологи відбуваються в жовтні й листопаді. Зазвичай самки дають потомство двічі на рік: спочатку в жовтні, потім з лютого по грудень. Вагітність триває 60-62 днів, середній розмір приплоду 1,9 (1—3) і лактація триває 6-8 тижнів. Статева зрілість досягається впродовж 1 року. Одна жовта мангуста жила у неволі протягом 15 років і 2 місяців.

## Загрози та охорона
У даний час немає серйозних загроз для виду. Зустрічається в численних охоронних районах впродовж свого ареалу в південній частині Африки.

## Галерея

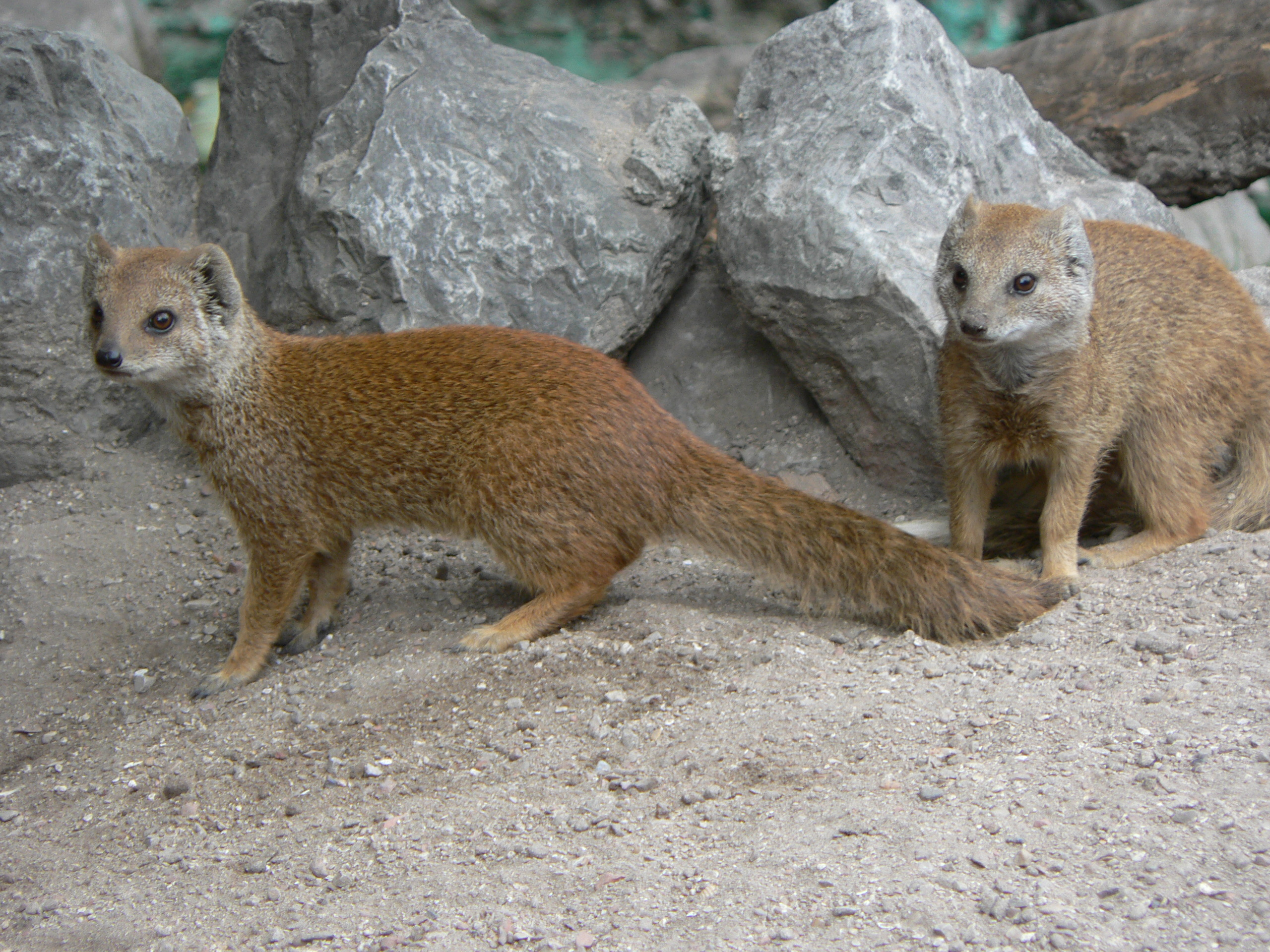
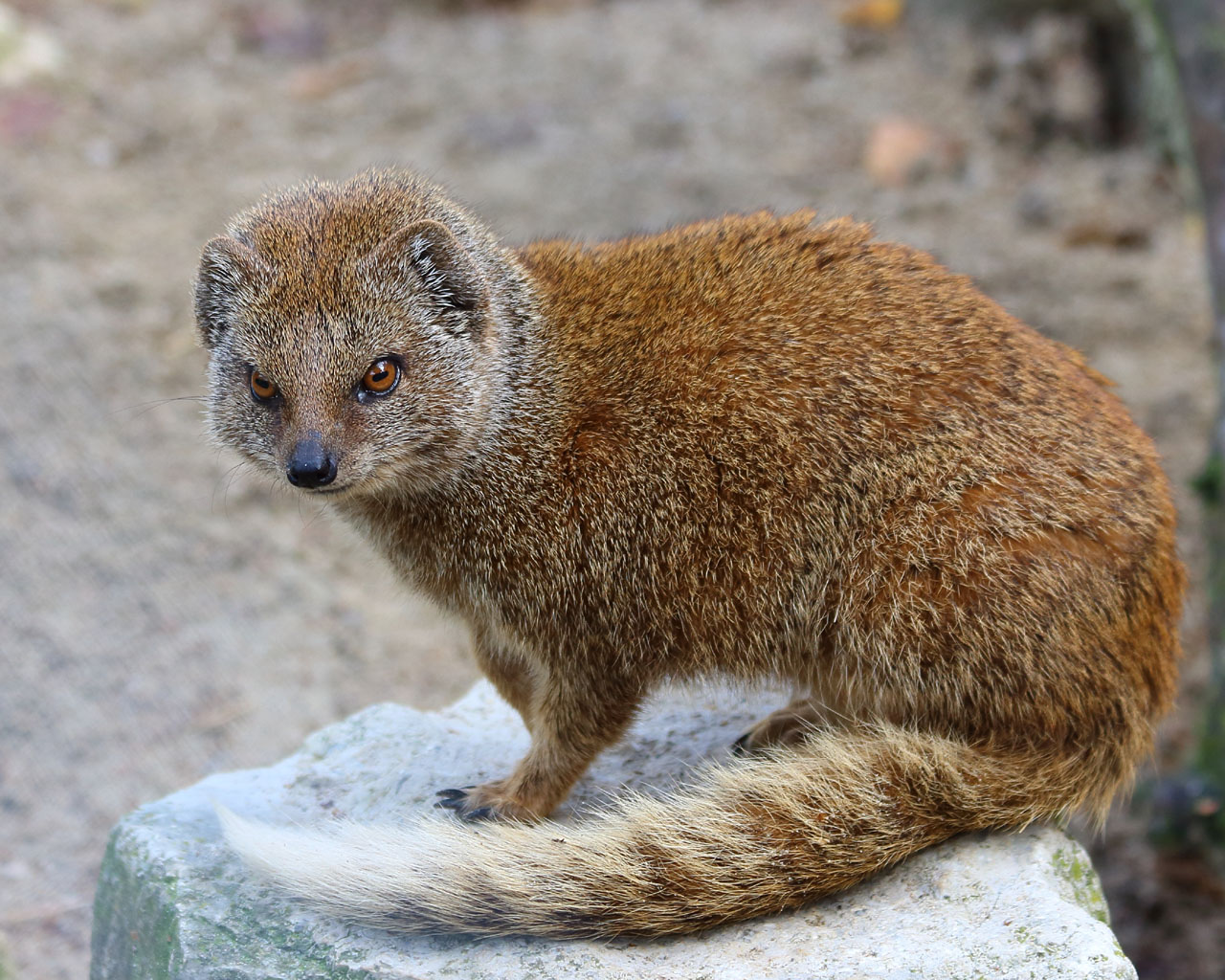
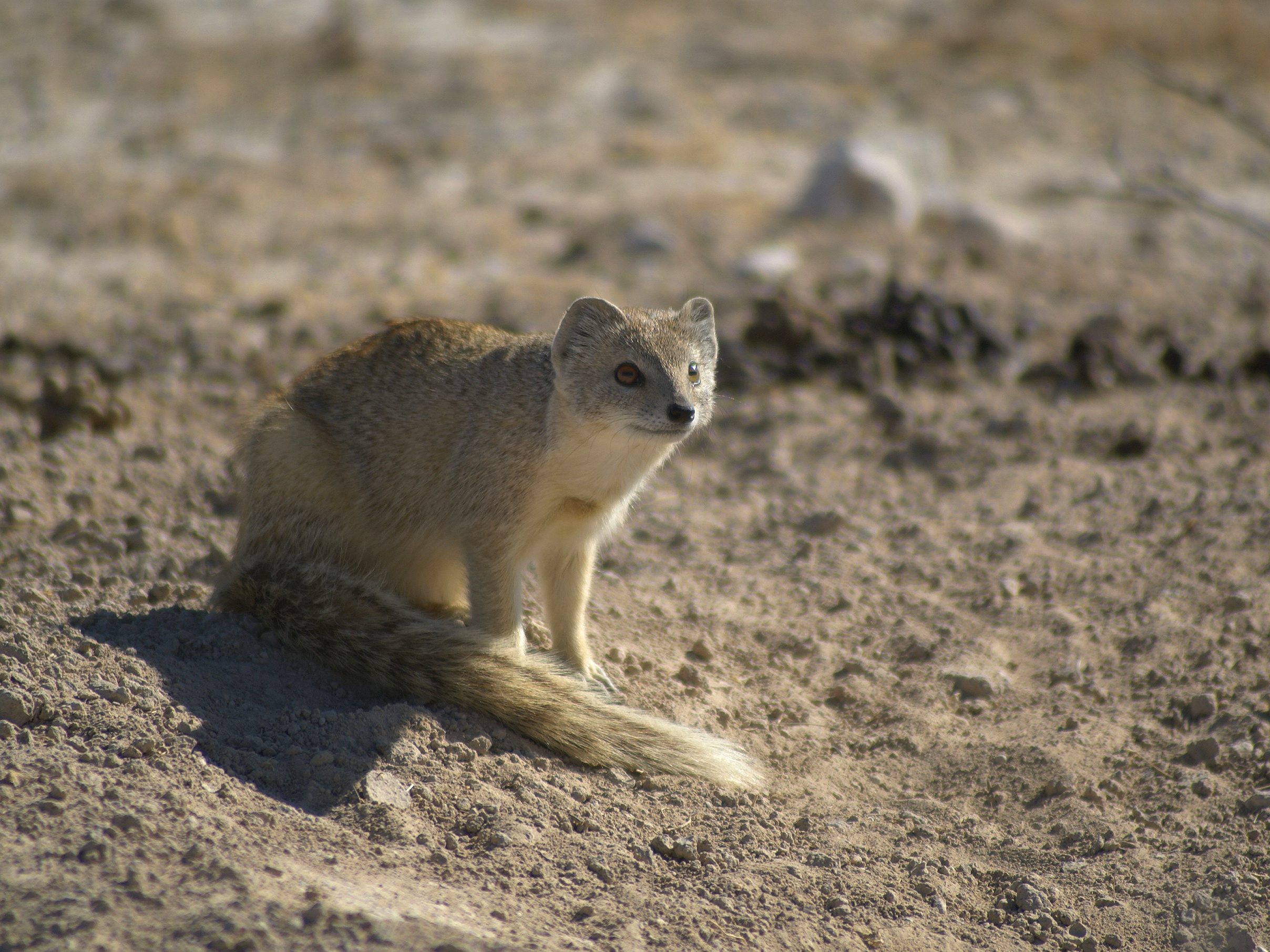
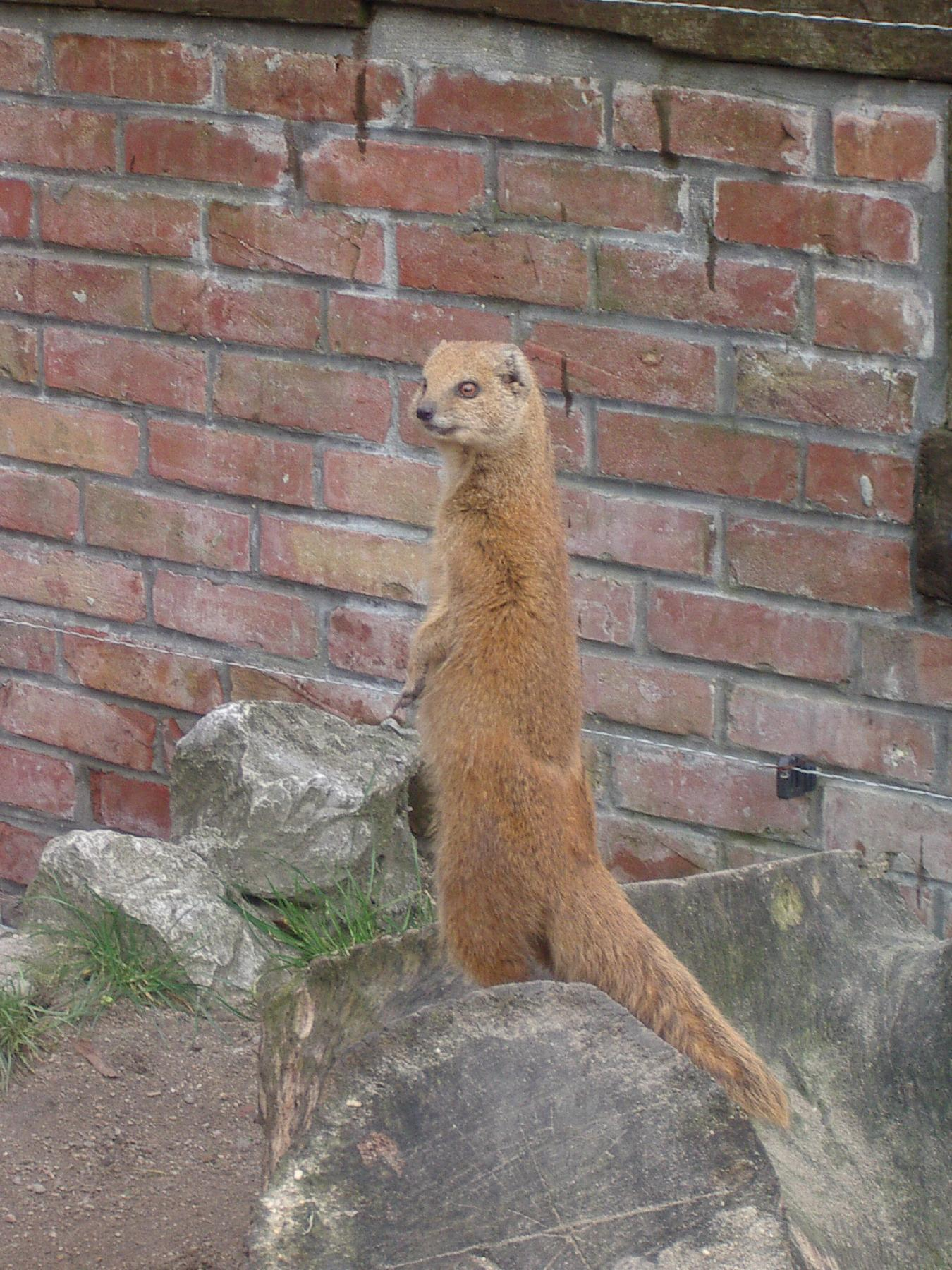